# Diócesis de Kildare y Leighlin
La diócesis de Kildare y Leighlin (en latín: Dioecesis Kildariensis vel Darensis et Leighliensis, en inglés: Roman Catholic Diocese of Kildare and Leighlin y en irlandés: Deoise Chill Dara agus Leithghlinne) es una circunscripción eclesiástica de la Iglesia católica en la República de Irlanda. Se trata de una diócesis latina, sufragánea de la arquidiócesis de Dublín. Desde el 7 de mayo de 2013 su obispo es Denis Nulty.

## Territorio y organización

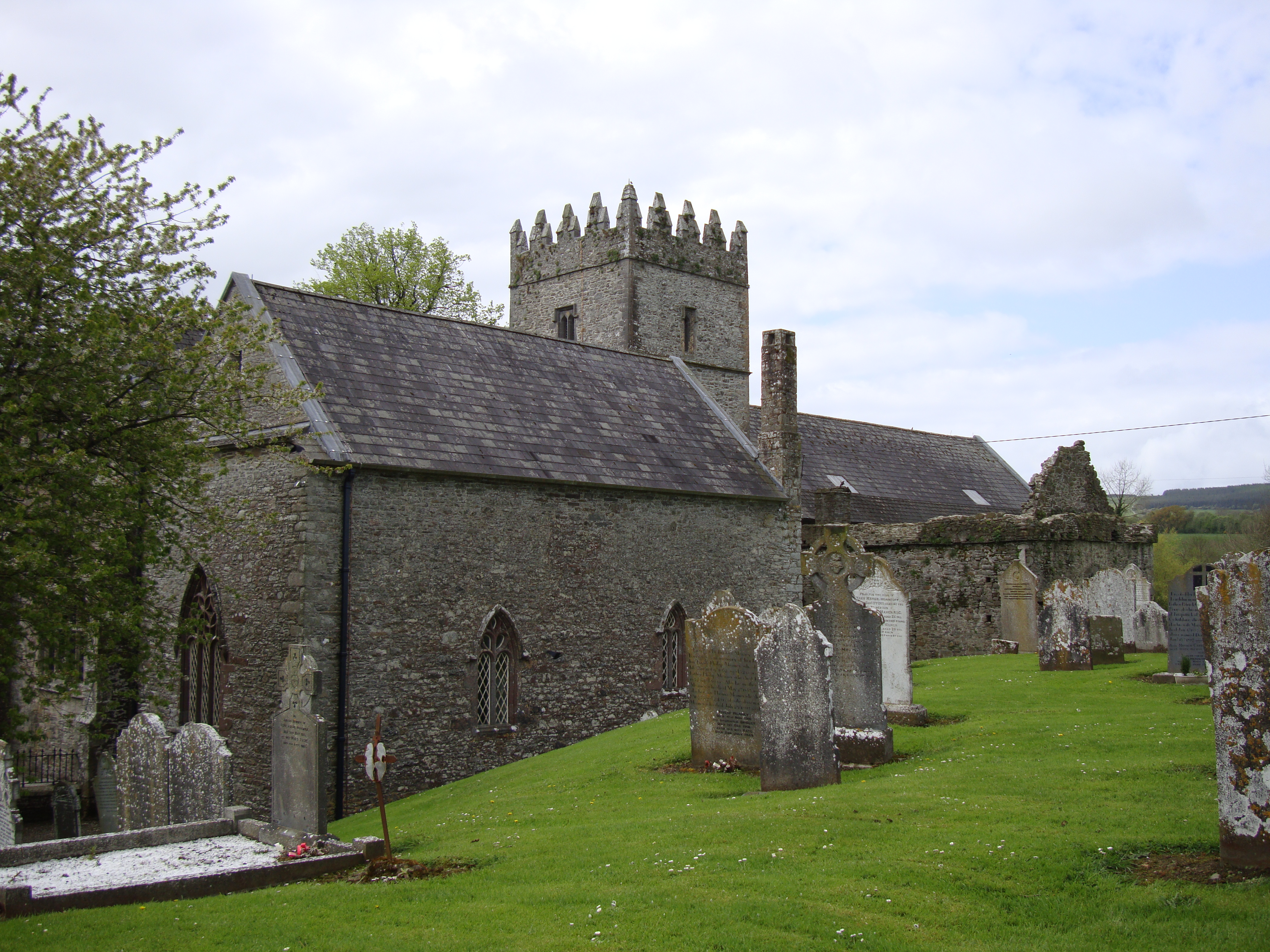
Catedral de San Laserian, en Old Leighlin, hoy perteneciente a la Iglesia de Irlanda

La diócesis tiene 4170 km² y extiende su jurisdicción sobre los fieles católicos de rito latino residentes en la mayor parte del condado de Carlow y porciones de los condados de Kildare, Offaly, Laois, Kilkenny, Wexford y Wicklow.

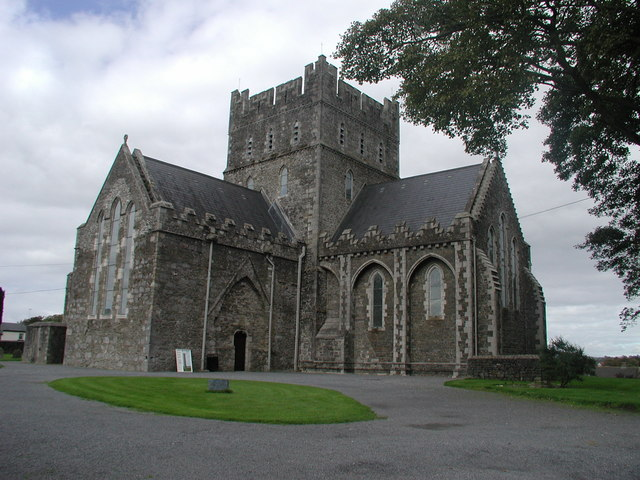
Catedral de Santa Brígida, en Kildare, hoy perteneciente a la Iglesia de Irlanda

La sede de la diócesis se encuentra en la ciudad de Carlow, en donde se halla la Catedral de la Asunción. En Old Leighlin se encuentra la Catedral de San Laserian (de la diócesis de Leighlin) y en Kildare la Catedral de Santa Brígida (de la diócesis de Kildare), que desde la Reforma anglicana en el siglo XVI pertenecen a la Iglesia de Irlanda.
En 2023 en la diócesis existían 56 parroquias agrupadas en 7 decanatos: Borris, Carlow, Kildare, Naas, Portarlington, Port Laoise y Tullow.

## Historia

### Diócesis de Leighlin
La diócesis tiene su origen en el monasterio fundado alrededor del año 600 por san Goban, en el condado de Carlow, que, pocos años después de su fundación, dejó a su hermano san Laisren (o Molaise) para retirarse a una vida eremítica. Laisren fue enviado a Roma en 631/632 como delegado del sínodo irlandés de Leighlin y fue ordenado obispo allí por el papa Honorio I. El sínodo adoptó la fecha de Pascua utilizada en la Iglesia de Roma para toda la Iglesia irlandesa. El Sínodo de Ráth Breasail de 1111 Leighlin se convirtió en una de las 12 diócesis pertenecientes a la provincia eclesiástica de Cashel. 
En el Sínodo de Kells en 1152, las provincias eclesiásticas irlandesas fueron revisadas y Leighlin pasó a formar parte de la provincia eclesiástica de Dublín. 
Con la imposición del cisma anglicano la diócesis anglicana de Leighlin continuó en paralelo con la católica hasta que en 1597 se unió con la diócesis de Ferns formando la diócesis de Ferns y Leighlin de la Iglesia de Irlanda, que continúa hasta hoy.
La Santa Sede confió la diócesis a los vicarios apostólicos y el 5 de septiembre de 1678 fue confiada en la administración apostólica de los obispos de Kildare. Con el nombramiento de Stephen Dowdal, el 22 de diciembre de 1733, ya no se hizo referencia a la administración apostólica; simplemente Dowdal fue nombrado obispo de Kildare y Leighlin. Con esta decisión se sancionó la unión de hecho de los dos cargos, sin que haya existido nunca un acto formal al respecto.

### Diócesis de Kildare
Al igual que Leighlin, la diócesis de Kildare también tiene su origen en un monasterio, llamado Cell-Dara, fundado por santa Brígida a principios del siglo VI; era un monasterio femenino, al que pronto se añadió un monasterio masculino. Es el único ejemplo de monasterio doble en la Irlanda del siglo VI, y mucho después de la muerte de la santa fundadora, el gobierno estaba en manos de las abadesas, mientras que para las celebraciones litúrgicas se consagraba obispo a un monje.
El primer obispo-abad cuyo nombre se conoce fue san Conlaedo, que parece haber sido elegido por la propia santa Brígida. Las crónicas irlandesas dan los nombres de unos cuarenta abades-obispos entre los siglos VI y XI. En algunos momentos parece que hubo dos al mismo tiempo, como en los casos de Lomtuill y Snedbran en 785, y Robertac MacNaserda y Laserdan MacMoctigern en 874.
Con motivo de la reorganización de la Iglesia irlandesa sobre el modelo de la continental, en el Sínodo de Ráth Breasail de 1111 se incluyó la sede de Cell-Dara entre las diócesis sufragáneas de la arquidiócesis de Armagh. Probablemente en ese sínodo incorporó el territorio de la abadía nullius de Killashee. El primer obispo "diocesano" fue Cormac O'Cathsuigh, quien murió en 1146. En el Sínodo de Kells de 1152 se revisaron las provincias eclesiásticas irlandesas y Kildare pasó a formar parte de la provincia eclesiástica de Dublín.
Hasta finales del siglo XII los monjes del monasterio fundado por santa Brígida constituían el cabildo de la catedral. Un capítulo secular se documenta por primera vez en 1232; a principios del siglo XIV estaba formado por un decano, 4 dignatarios y 3 prebendados.
El primer obispo anglo-normando fue Ralph de Bristol (1223-1232), probablemente responsable de la reconstrucción de la catedral de Kildare. Todos los obispos posteriores, hasta el final de la Edad Media, eran ingleses o descendientes de familias originarias de Inglaterra. Durante el siglo XV varias veces la sede se quedó sin obispo, no porque estuviera vacante, sino porque en varias ocasiones los obispos, legítimamente elegidos y confirmados, prefirieron permanecer en Inglaterra como auxiliares de los obispos ingleses. Esto se explica por la falta de recursos económicos; en 1512 la diócesis estuvo vacante durante 13 años propter paupertatem (debido a la pobreza, en latín).
Durante el cisma anglicano también se estableció una diócesis anglicana en Kildare, como en Leighlin. El obispo católico Thady Reynolds, nombrado en 1540, reconoció la autoridad del rey Enrique VIII de Inglaterra y fue depuesto por la Santa Sede. Solo en 1555 se pudo nombrar un nuevo obispo católico, Thomas Leverus, transferido de la sede de Leighlin. Se negó a firmar el acta de supremacía y la reina Isabel I de Inglaterra lo obligó a huir.
Después de Thomas Leverus la diócesis permaneció prácticamente vacante durante un siglo, salvo el período de Roche MacGeoghegan (1629-1641), y fue gobernada por vicarios apostólicos. En 1678 el obispo Mark Forstall recibió la administración de la diócesis de Leighlin; los obispos de Kildare siguieron siendo fideicomisarios de Leighlin hasta 1733, cuando las dos diócesis se fusionaron, aunque nunca hubo un acto formal.

### Diócesis de Kildare y Leighlin
En 1809 se celebró un sínodo nacional en Tullow, que condenó los escritos de Jean-Baptiste Blanchard.
En la primera mitad del siglo XIX los obispos trasladaron su sede de Kildare, que se había convertido en un pequeño pueblo rural, a Carlow, donde se inició la construcción de una nueva catedral, consagrada y abierta al público por el obispo James Doyle el 29 de noviembre de 1833. También se erigió un seminario diocesano, St Patrick's College, el primero que se abrió en Irlanda después del Concilio de Trento.

## Estadísticas
Según el Anuario Pontificio 2024 la diócesis tenía a fines de 2023 un total de 252 618 fieles bautizados.
| Año                                                                             | Población            | Población | Población      | Sacerdotes | Sacerdotes    | Sacerdotes    | Bautizados por sacerdote | Diáconos permanentes | Religiosos | Religiosos | Parroquias |
| Año                                                                             | Bautizados católicos | Total     | % de católicos | Total      | Clero secular | Clero regular | Bautizados por sacerdote | Diáconos permanentes | Varones    | Mujeres    | Parroquias |
| ------------------------------------------------------------------------------- | -------------------- | --------- | -------------- | ---------- | ------------- | ------------- | ------------------------ | -------------------- | ---------- | ---------- | ---------- |
| 1950                                                                            | 122 936              | 132 091   | 93.1           | 222        | 143           | 79            | 553                      |                      | 176        | 675        | 50         |
| 1970                                                                            | 130 300              | 137 000   | 95.1           | 242        | 148           | 94            | 538                      |                      | 250        | 612        | 51         |
| 1980                                                                            | 155 000              | 162 000   | 95.7           | 232        | 141           | 91            | 668                      |                      | 217        | 484        | 54         |
| 1990                                                                            | 167 025              | 176 313   | 94.7           | 236        | 139           | 97            | 707                      |                      | 212        | 385        | 55         |
| 1999                                                                            | 171 194              | 183 187   | 93.5           | 212        | 123           | 89            | 807                      |                      | 143        | 363        | 56         |
| 2000                                                                            | 181 807              | 192 759   | 94.3           | 205        | 126           | 79            | 886                      |                      | 128        | 337        | 56         |
| 2001                                                                            | 183 105              | 194 683   | 94.1           | 215        | 128           | 87            | 851                      |                      | 129        | 332        | 56         |
| 2002                                                                            | 185 581              | 196 846   | 94.3           | 213        | 124           | 89            | 871                      |                      | 126        | 334        | 56         |
| 2003                                                                            | 190 068              | 203 386   | 93.5           | 160        | 117           | 43            | 1187                     | 5                    | 69         | 280        | 56         |
| 2004                                                                            | 191 222              | 204       | 93.6           | 157        | 114           | 43            | 1217                     |                      | 70         | 296        | 56         |
| 2006                                                                            | 205 185              | 220 427   | 93.1           | 192        | 114           | 78            | 1068                     |                      | 102        | 301        | 56         |
| 2013                                                                            | 240 900              | 256 600   | 93.9           | 172        | 97            | 75            | 1400                     |                      | 143        | 269        | 56         |
| 2016                                                                            | 256 213              | 273 921   | 93.5           | 169        | 95            | 74            | 1516                     | 8                    | 91         | 210        | 56         |
| 2019                                                                            | 262 250              | 286 360   | 91.6           | 123        | 107           | 16            | 2132                     | 8                    | 37         | 173        | 55         |
| 2021                                                                            | 256 186              | 280 446   | 91.3           | 107        | 99            | 8             | 2394                     | 11                   | 25         | 131        | 56         |
| 2023                                                                            | 252 618              | 279 388   | 90.4           | 111        | 103           | 8             | 2275                     | 11                   | 28         | 156        | 56         |
| Fuente: Catholic-Hierarchy, que a su vez toma los datos del Anuario Pontificio. |                      |           |                |            |               |               |                          |                      |            |            |            |

## Episcopologio

### Obispos de Kildare
- San Conlaedo † (490 consagrado-3 de mayo de 519 falleció)
- San Aed † (?-10 de mayo de 638 falleció)
- Lochen Mean † (?-12 de junio de 694 falleció)
- Farannan † (?-697 falleció)
- Maeldoborcon † (?-19 de febrero de 708 falleció)
- Tola † (?-3 de marzo de 732 falleció)
- Dimac (o Modimoc) † (?-743 falleció)
- Cathald O'Forannan † (?-747 falleció)
- Eichtingius † (?-756 falleció)
- Anonimo † (?-766 falleció)
- Lomtuill † (?-782 o circa 785 falleció)
- Snedbran † (?-785 falleció)
- Muredach O'Cathald † (785-785 falleció)
- Eudochius O'Diocholla † (?-793 falleció)
- Foelan O'Kellach † (?-799 falleció)
- Lactan O'Muctigern † (?-813 falleció)
- Murtach O'Kellach † (?-820 falleció)
- Siedhuil O'Feradach † (?-828 falleció)
- Tuadcar † (?-830 o 833 falleció)
- Orthanach † (?-837/840 falleció)
- Aedgene Brito † (?-18 de diciembre de 862 falleció)
- Cobhthac O'Muredach † (?-868 falleció)
- Moengal † (?-870 falleció)
- Robertac MacNaserda † (?-15 de enero de 874 falleció)
- Laserdan MacMoctigern † (?-874 falleció)
- Suibne O'Fianachta † (?-878 o 880 falleció)
- Scannail † (?-881 o 884 falleció)
- Largisius MacCronin † (?-885 falleció)
- Flanagan O'Regan † (?-920 falleció)
- Crunmoel Borth † (?-11 de diciembre de 929 falleció)
- Maelfinan † (?-949 o 950 falleció)
- Culean MacKellach † (?-953 falleció)
- Mured MacFoelan † (?-965 falleció)
- Anmcaid † (?-981 falleció)
- Murechad MacFlan † (?-985 falleció)
- Moel Martin † (?-1028 o 1030 falleció)
- Moelbrigid † (?-1042 falleció)
- Fin MacGussan † (?-1085 falleció)
- Moelbrigid O'Brolcain † (?-1096 falleció)
- Ferdomnach † (1096-1096 renunció)
- Aid O'Heremon † (?-1100 falleció)
- Ferdomnach † (1100-1102 falleció) (por segunda vez)
- MacDongael † (?-1108 falleció)
- Cormac O'Cathsuigh † (?-1146 falleció)
- O'Dubhin † (?-1148 falleció)
- Finian MacTiarcain O'Gorman † (1148-1160 falleció)[nota 1]
- Malachias O'Byrn † (1160-1 de enero de 1175 o 1177 falleció)
- Nehemias † (1177-1195 falleció)
- Cornelius MacGelany † (1206 consagrado-antes de marzo de 1223 falleció)
- Ralph di Bristol † (12 de marzo de 1223-24 de agosto de 1232 falleció)
- John di Taunton † (6 de agosto de 1233-circa 22 de junio de 1258 falleció)
- Simon di Kilkenny † (octubre de 1258-20 de abril de 1272 falleció)
- Nicholas Cusack, O.F.M. † (27 de noviembre de 1279-5 de septiembre de 1299 falleció)
- Walter le Veele † (enero de 1300-circa 29 de noviembre de 1332 falleció)
- Richard Hulot † (13 de octubre de 1335-24 de enero de 1352 falleció)
- Thomas Giffard † (31 de diciembre de 1352-25 de septiembre de 1365 falleció)
- Robert of Aketon, O.E.S.A. † (2 de mayo de 1366-antes de abril de 1404 renunció)[nota 2]
- John Madock † (9 de abril de 1404-antes de julio de 1431 falleció)
- William FitzEdward † (8 de agosto de 1431-abril de 1446 falleció)
- Geoffrey Hereford, O.P. † (23 de agosto de 1447-1464 falleció)[nota 3]
- Richard Lang † (antes de agosto de 1464-1474 falleció)
- David Conel † (28 de julio de 1474-1474 o 1475 falleció)
- James Wale, O.F.M. † (5 de abril de 1475-? renunció)
- Edmund Audley † (?-7 de julio de 1480  nombrado obispo de Rochester)[nota 4]
- Edward Lane † (7 de julio de 1480-1513 o 1522 falleció)[nota 5]
  - Sede vacante (1513 o 1522 - 1526)
- Thomas Dillon † (24 de agosto de 1526-?)
- Walter Wellesley, O.S.A. † (1 de julio de 1529-septiembre u octubre de 1539 falleció)
- Donald O'Beachan, O.F.M. † (16 de julio de 1540-agosto de 1540 falleció)
- Thady Reynolds † (11 de noviembre de 1540-?)
- Thomas Leverus † (30 de agosto de 1555-1577 falleció[nota 6])
  - Sede vacante (1577-1629)
- Roche MacGeoghegan, O.P. † (12 de febrero de 1629-1641 o 1644 falleció)
  - Sede vacante (1641/1644-1676)
- Mark Forstall, O.S.A. † (30 de junio de 1676-7 de febrero de 1683 falleció)
- Edward Wesley † (2 de agosto de 1683-circa 1691 o 1693 falleció)
- John Dempsy † (8 de febrero de 1694-circa 1707 falleció)
  - Sede vacante (circa 1707-1715)
- Edward Murphy † (11 de septiembre de 1715-1 de septiembre de 1724 nombrado arzobispo de Dublín)
- Bernard Dunne † (16 de diciembre de 1724-antes del 4 de septiembre de 1733 falleció)

### Obispos de Kildare y Leighlin
- Stephen Dowdal † (22 de diciembre de 1733-antes del 21 de abril de 1737 falleció)
- James O'Gallagher † (18 de mayo de 1737-circa de mayo de 1751 falleció)
- James O'Keeffe † (19 de enero de 1752-18 de septiembre de 1787 falleció)
- Daniel Delany † (18 de septiembre de 1787 por sucesión-19 de julio de 1814 falleció)
- Michael Corcoran † (20 de marzo de 1815-23 de febrero de 1819 falleció)
- James Doyle, O.S.A. † (27 de agosto de 1819-15 de junio de 1834 falleció)
- Edward Nolan † (8 de agosto de 1834-14 de octubre de 1837 falleció)
- Francis Healy † (10 de enero de 1838-19 de agosto de 1855 falleció)
- James Walshe † (18 de febrero de 1856-5 de marzo de 1888 falleció)
- James Lynch, C.M. † (5 de marzo de 1888 por sucesión-19 de diciembre de 1896 falleció)
- Patrick Foley † (19 de diciembre de 1897 por sucesión-24 de julio de 1926 falleció)
- Matthew Cullen † (25 de marzo de 1927-2 de enero de 1936 falleció)
- Thomas Keogh † (8 de agosto de 1936-25 de septiembre de 1967 retirado[nota 7])
- Patrick Lennon † (25 de septiembre de 1967-10 de diciembre de 1987 renunció)
- Laurence Ryan † (10 de diciembre de 1987 por sucesión-4 de junio de 2002 renunció)
- James Moriarty † (4 de junio de 2002-22 de abril de 2010 renunció)
  - Sede vacante (2010-2013)
- Denis Nulty, desde el 7 de mayo de 2013